# Nieuw Heeten

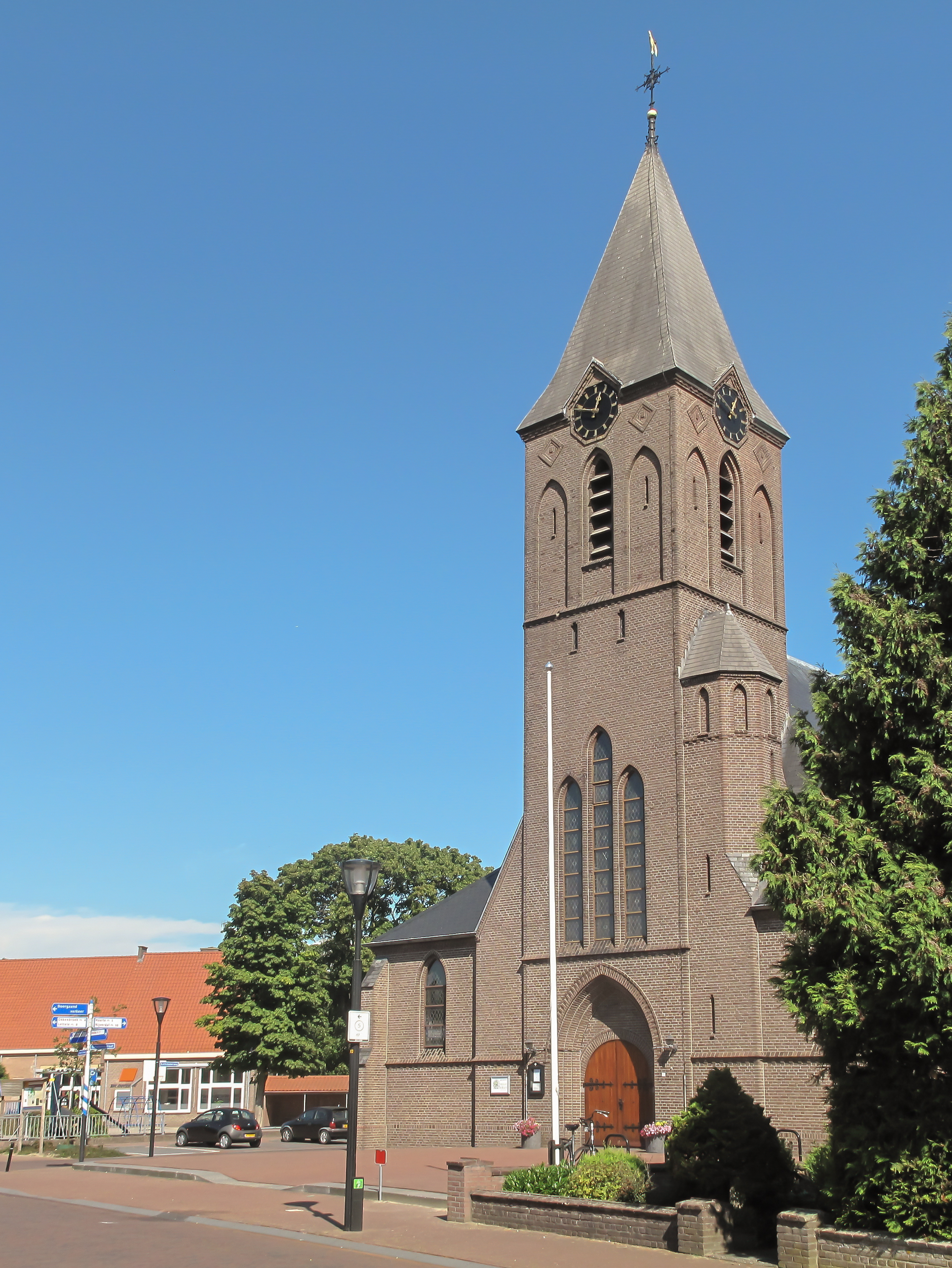
Nieuw Heeten, parochiekerk Sint Joseph

Nieuw Heeten is een Sallands dorp in de gemeente Raalte, provincie Overijssel en telt 1.245 inwoners. Het dorp ligt te midden van weilanden aan de rand van de Sallandse heuvelrug.

## Cultuur

### Bezienswaardigheden
In het centrum ligt t Pleintie, een plein met daarop een uit vier delen bestaand kunstwerk 't Gonst, gemaakt door beeldhouwster Saske van der Eerden. De rooms-katholieke parochiekerk St. Joseph aan de Scholtenstraat dateert van 1923 en is een ontwerp van architect Wolter te Riele.

### Sport
SV Nieuw Heeten is de sportvereniging die vier sporten onder zich neemt. Het gaat hier om voetbal, handbal, volleybal en tennis.

### Feesten
Elk jaar is er een dorpsfeest in het laatste weekend van de bouwvakvakantie: het Bouwvakfeest. Dit wordt georganiseerd door carnavalsvereniging de Hekk'nsluuters en duurt 3 dagen. Koningsdag viert Nieuw Heeten met Orangepop.

## Verkeer & vervoer
Nieuw Heeten ligt aan de Holterweg (N332) tussen Lochem, Holten, Heeten, Haarle, Nijverdal en Raalte. Van maandag t/m zaterdag rijdt buurtbus 590 naar Deventer via Okkenbroek en Lettele, net als, op bestelling, de flexbus Rijssen-Holten (flexRRReis).

## Woonachtig (geweest) in Nieuw Heeten
- Willie Oosterhuis (1954), presentator
- Hanne van Rossum (1996), handbalster